# Estación de Haro
La estación de Haro es una estación ferroviaria situada en el municipio español de Haro en la comunidad autónoma de La Rioja. Dispone de servicios de Larga y Media Distancia operados por Renfe. Dispone también de instalaciones logísticas usadas por los trenes de mercancías

## Situación ferroviaria
La estación se encuentra en el punto kilométrico 127,8 de la línea férrea de Castejón a Bilbao por Logroño y Miranda de Ebro a 452 metros de altitud.

## Historia
La estación fue inaugurada el 30 de agosto de 1863 con la apertura del tramo Castejón-Orduña de la línea férrea que pretendía unir Castejón con Bilbao. Las obras corrieron a cargo de la Compañía del Ferrocarril de Tudela a Bilbao creada en 1857. En 1865 la compañía se declaró en suspensión de pagos por no poder superar las dificultades económicas derivadas de la inversión realizada en la construcción de la línea y fue intervenida por el Banco de Bilbao. En 1878, fue absorbida por Norte que mantuvo la titularidad de la estación hasta la nacionalización del ferrocarril en España en 1941 y la creación de RENFE.
Desde el 31 de diciembre de 2004 Renfe explota la línea mientras que Adif es la titular de las instalaciones ferroviarias.

## La estación
Se sitúa en el barrio de las Bodegas. El edificio para viajeros es una amplia estructura de base rectangular y dos alturas con disposición lateral a las vías. Dispone de una vía principal y de cuatro derivadas aunque solo dos acceden a un andén lateral y a otro central. Ambos están protegidos parcialmente con unas marquesinas metálicas. Posee otras cuatro vías más todas ellas muertas, que derivan a una zona de carga que dispone de un muelle cubierto. 

## Servicios ferroviarios

### Larga Distancia
Haro está conectada con ciudades como Barcelona, Zaragoza, Logroño y Bilbao gracias a trenes Alvia.

### Media Distancia
El tráfico de Media Distancia con parada en la estación tiene como principales destinos Zaragoza, Logroño y Miranda de Ebro. Existe una circulación diaria entre Zaragoza-Delicias y Miranda de Ebro, cubierta por un servicio MD.